# Helstat
En helstat er en statsdannelse bestående af flere under en fælles forfatning for de fælles anliggender forbundne statsdele (= forbundsstat); specielt om den statsforbindelse, Helstaten, som mellem 1814 og 1864 søgtes opretholdt mellem det danske kongerige, og hertugdømmerne Slesvig, Holsten, og Lauenborg.